# Soběslav (Slavnikid)
Soběslav (auch Zobezlavs) († 1004 bei Prag) war ein Mitglied des Geschlechts der Slavnikiden im frühmittelalterlichen Böhmen und Bruder des Prager Bischofs Adalbert.
Die Slavnikiden waren ein einflussreiches böhmisches Adelsgeschlecht. Verwandtschaftliche Beziehungen zu der regierenden Přemysliden-Dynastie und zum deutschen Adel gelten als wahrscheinlich. Ihre Herrschaft befand sich im östlichen Teil Böhmens; Lage und Größe ihres Machtbereiches sind umstritten. Zweifelsfrei konnten die Burgen Libice nad Cidlinou und Malín bei Kutná Hora als Zentren der Slavnikiden identifiziert werden. 
Soběslav, ältester Sohn des Slavník, trat nach dem Tode seines Vaters 981 die Nachfolge als Familienoberhaupt an. Dass er eine gewisse Machtstellung innehatte, davon zeugen Münzen, die er prägen ließ und die seinen Namen (ZOBEZLAVS) tragen. Einige Münzen scheinen sogar zu belegen, dass er den Herzogstitel (dux) für sich beanspruchte; die Lesart ist in der numismatischen Forschung verbreitet, jedoch nicht unumstritten.
Die Slavnikiden-Herrschaft beendete ein Überfall des Přemysliden Boleslav II. im September 995, bei dem Libice nad Cidlinou niedergebrannt und anwesende Familienmitglieder getötet wurden. Soběslav war zum Zeitpunkt des Überfalls nicht im Lande. Er nahm an Seite des böhmischen Thronfolgers Boleslav III. am Kriegszug Kaiser Ottos III. gegen die Abodriten teil. Als er von der Tragödie erfuhr, begab er sich auf den Hof des befreundeten polnischen Fürsten Bolesław I. Chrobry ins Exil. In dessen Gefolge kehrte er  1003 nach Prag zurück. Beim Rückzug der polnischen Armee 1004 wurde Soběslav auf einer Brücke über die Moldau im Kampf verwundet und fiel.
Berichte über Soběslav überliefern die Legenden des Adalbert von Prag, Cosmas von Prag in der Chronica Boemorum und die Chronik Thietmars von Merseburg.